# Akuapim sud
Pour les articles homonymes, voir Akuapem.
Le district de Akuapim sud est l’un des 13 districts de la Région Orientale (Ghana).